# Make America Great Again

Логотип Дональда Трампа и Майка Пенса в предвыборной кампании 2016 года

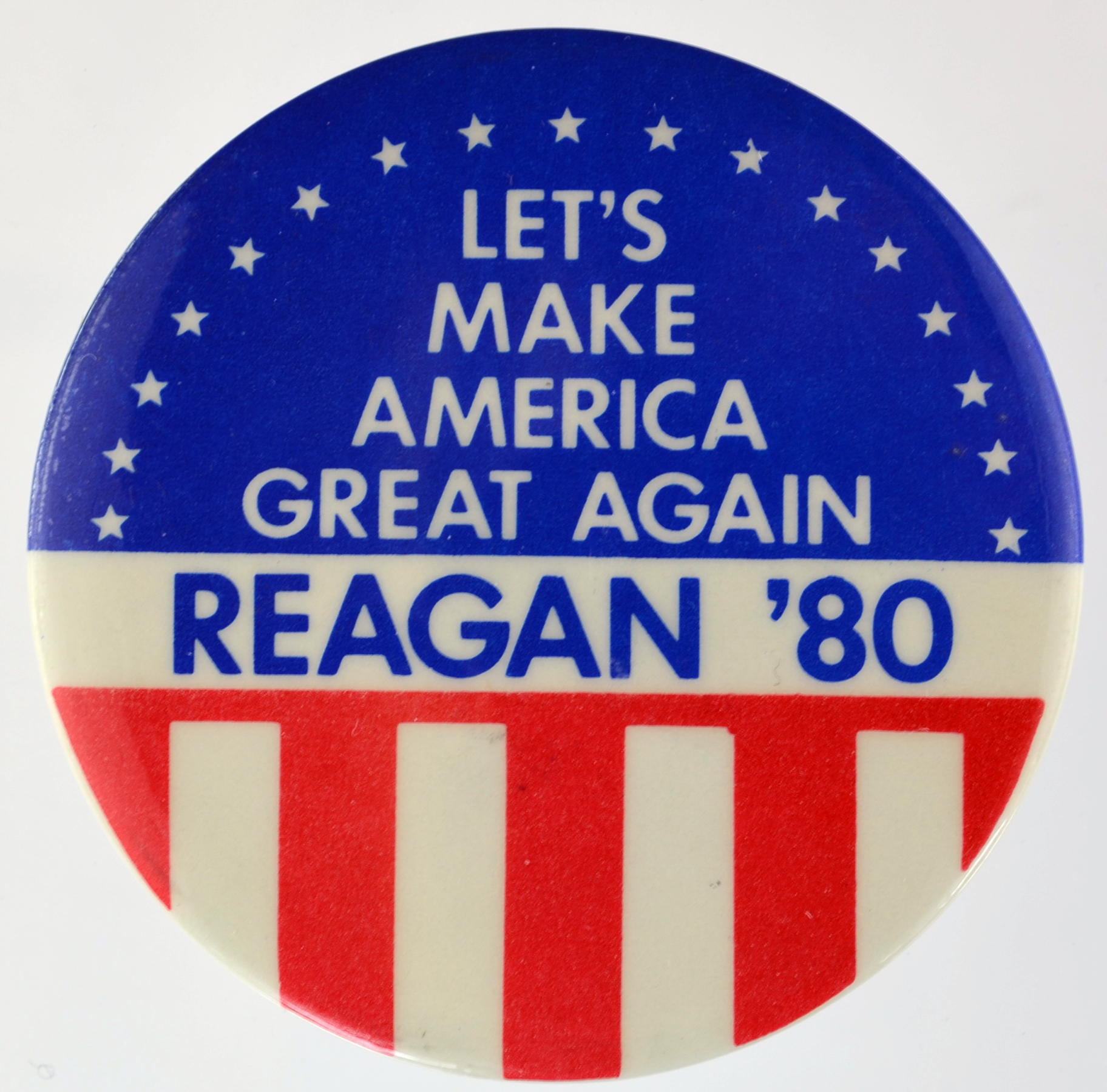
Значок с лозунгом и стилизованным флагом США из президентской кампании Рональда Рейгана 1980 года

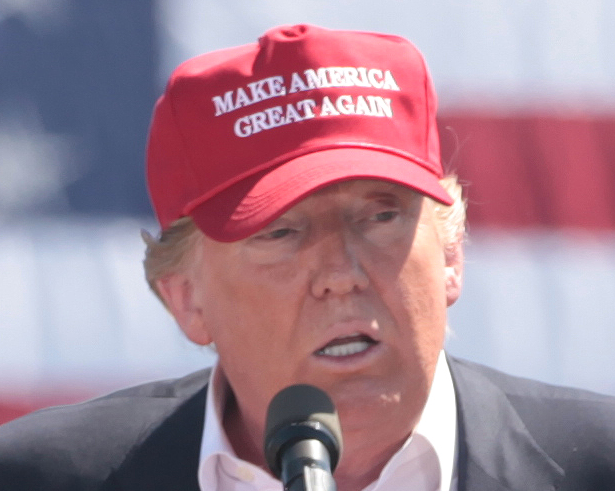
Дональд Трамп с кепкой «Make America Great Again», 2016

Make America Great Again, MAGA («Вернём Америке былое величие», буквально с англ. — «Сделаем Америку снова великой») — американский политический лозунг, популяризированный Дональдом Трампом в ходе его президентской кампании 2016 года.

## История
В современном виде создан в 1979 году в период стагфляции экономики США и был использован в президентской кампании Рональда Рейгана в 1980 году.
Лозунг также был использован бывшим президентом Биллом Клинтоном в его президентской кампании на выборах 1992 года, но к выборам 2016 года он стал считать его «расистским».
Дональд Трамп зарегистрировал лозунг в качестве торговой марки в 2012 году и использовал его ещё до президентской кампании, надевая кепки с надписью на собственных выступлениях (на илл.).

## Критика
Президент США Джо Байден назвал движение MAGA угрозой для демократии:

Республиканцы MAGA не уважают конституцию. Они не верят в верховенство закона и даже сейчас во многих штатах они стремятся влиять на результаты выборов с помощью связей, давая возможность тем, кто не верит в выборы, подрывать демократию, как таковую.
Оригинальный текст (англ.)Maga Republicans do not respect the Constitution," said Mr Biden. "They do not believe in the rule of law... and they're working right now as I speak, in state after state, to give power to decide elections in America, to partisans and cronies, empowering election deniers to undermine democracy itself.

## В искусстве
В 2015 году Дональд Трамп и его лозунг подверглись пародии в эпизоде «Что стало с моей страной?» 19 сезона мультсериала «Южный Парк», которую сам Трамп назвал безвкусицей.

В мае 2017 года российская панк-группа «НАИВ» объявила о названии своего очередного альбома. По словам лидера группы «Чачи» Иванова, несколько песен на будущем альбоме будут посвящены президенту США Трампу. Пластинка получила название Make Naïve Great Again :
"Новая пластинка называется «Make Naïve great again» — «Сделать Наив великим снова». Я использую в данном случае… ну, глумлюсь как бы, над популярным лозунгом президента США, который сейчас у нас Трамп, если кто-то из наших слушателей не знает. Мистер Трамп — плохой, нехороший, злой и гадкий дядька и его лозунг «Сделать Америку великой снова» я использую в своих целях — сделать «Наив» великим снова!
В заключительном эпизоде 1 сезона телесериала «Фоллаут», вышедшем в 2024 году, во флешбеке событий, предшествующих ядерному опустошению, звучит речь о том, что плодотворная коллаборация корпораций единомышленников наконец-то сделала Америку великой.